# Kråktjärnen (Viksjö socken, Ångermanland)
Kråktjärnen är en sjö i Härnösands kommun i Ångermanland och ingår i Indalsälvens huvudavrinningsområde.